# Primnoella
Primnoella is een geslacht van neteldieren uit de klasse van de Anthozoa (bloemdieren).

## Soorten
- Primnoella antarctica Kükenthal, 1907
- Primnoella australasiae (Grey, 1850)
- Primnoella chilensis (Phillipi, 1894)
- Primnoella delicatissima Kükenthal, 1909
- Primnoella distans Studer, 1879
- Primnoella divaricata (Studer, 1879)
- Primnoella gracilis Molander, 1929
- Primnoella grandisquamis Wright & Studer, 1889
- Primnoella jungerseni Madsen, 1944
- Primnoella kukenthali Gravier, 1914
- Primnoella laevis (Thomson & Mackinnon, 1911)
- Primnoella polita Deichmann, 1936
- Primnoella scotiae Thomson & Ritchie, 1906
- Primnoella vanhoffen Kükenthal, 1909